# Juvenal (futbolista)
Juvenal Amaso Amarijo (Santa Vitória do Palmar, Brasil, 27 de noviembre de 1923-Salvador, 30 de octubre de 2009), más conocido como Juvenal, fue un futbolista brasileño que jugaba como defensa.

## Selección nacional
Fue internacional con la selección de fútbol de Brasil en 9 ocasiones. Jugó el histórico partido decisivo de la Copa Mundial de 1950 conocido como Maracanazo. Fue el último sobreviviente brasileño de aquel encuentro.

### Participaciones en Copas del Mundo
| Mundial                        | Sede   | Resultado  | Partidos | Goles |
| ------------------------------ | ------ | ---------- | -------- | ----- |
| Copa Mundial de Fútbol de 1950 | Brasil | Subcampeón | 6        | 0     |

## Clubes
| Club        | País   | Año       |
| ----------- | ------ | --------- |
| Cruzeiro-RS | Brasil | 1943-1948 |
| Flamengo    | Brasil | 1949-1951 |
| Palmeiras   | Brasil | 1951-1954 |
| Bahia       | Brasil | 1954-1958 |
| Ypiranga-BA | Brasil | 1958-1959 |

## Palmarés

### Campeonatos regionales
| Título               | Club      | País   | Año  |
| -------------------- | --------- | ------ | ---- |
| Torneo Río-São Paulo | Palmeiras | Brasil | 1951 |
| Campeonato Baiano    | Bahia     | Brasil | 1954 |
| Campeonato Baiano    | Bahia     | Brasil | 1956 |

### Copas internacionales
| Título   | Club      | Sede                    | Año  |
| -------- | --------- | ----------------------- | ---- |
| Copa Río | Palmeiras | Río de Janeiro (Brasil) | 1951 |